# My God (Jethro Tull)
My God è una canzone del gruppo rock britannico Jethro Tull, pubblicata nel loro album di più grande successo Aqualung (1971). Brano dai frequenti cambi di ritmo, si tratta di uno dei pezzi storici e più apprezzati dai fan.

## Stile
Il riff iniziale di chitarra acustica è immediatamente riconoscibile, mentre lo strumento in questione domina l'intera prima parte della canzone, con un ritmo lento e cadenzato che evoca un'atmosfera cupa e solo dopo 55 secondi si inizia a sentire la voce di Ian Anderson, mentre anche il pianoforte entra in scena, creando un duetto con la chitarra acustica fino a che, dopo 2 minuti e 8 secondi, fa il suo ingresso la chitarra elettrica di Martin Barre ed iniziano anche i primi accenni di flauto traverso che avrà poi un ruolo da protagonista nell'eccezionale ed elaboratissimo assolo centrale, accompagnato anche da un coro che evoca i canti gregoriani, il tutto per poco meno di 2 minuti fino alla ripresa del ritmo precedente. Durante le esibizioni dal vivo l'assolo di flauto può variare in qualche passaggio, ma Anderson riesce in ogni caso a mantenere la struttura del pezzo originale.

## Temi
Il testo è un'aspra critica alle religioni organizzate, in particolare si scaglia senza mezzi termini contro la Chiesa anglicana (viene infatti menzionata come "the bloody Church of England", "la maledetta Chiesa d'Inghilterra"). In particolare Anderson critica la concezione dogmatica di Dio imposta dalla Chiesa, qualunque essa sia, che impedisce a ciascun uomo di sviluppare una propria concezione della divinità, offrendoci già in partenza una Sua immagine ben definita.
La canzone non è, quindi, nel modo più assoluto un manifesto anti-Dio o anti-religione, come molti erroneamente hanno pensato e pensano tuttora. Lo stesso Anderson ha rivelato durante un'intervista nel 1993, incisa anche come quarta traccia nella rimasterizzazione su CD dell'album Thick as a Brick, come diverse persone, durante le esibizioni del gruppo, lanciassero dischi rotti di Aqualung contro di loro, evidentemente in segno di protesta, per una malinterpretazione del testo di My God.
In un'intervista rilasciata su Disc and Music Echo il 20 marzo 1971, il giorno successivo all'uscita dell'album, Ian Anderson disse:
Questo è un blues per Dio, nello stile di un lamento. Giacché molte religioni operano come fossero un servizio sociale anziché un servizio spirituale.»

## Comparse in altri album
- 25th Anniversary Box Set (1993)
- Nothing Is Easy: Live at the Isle of Wight 1970 (2004)
- Aqualung Live (2005)
- Live at Montreux 2003 (2007)